# Aydın Yılmaz
Aydın Yılmaz (29 de gener de 1988, Eminönü, Fatih, Istanbul) és un futbolista turc que actualment juga de migcampista al 1. FK Příbram de la Lliga txeca de futbol.